# David Powell (acteur)
Pour les articles homonymes, voir David Powell et Powell.
David Powell, né le 17 décembre 1883 à Glasgow (Écosse), et mort le 16 avril 1925 à New York (États-Unis), est un acteur écossais du cinéma muet qui a fait carrière aux États-Unis.

## Filmographie partielle
- 1916 : Miss Bengali (Less Than the Dust) de John Emerson : Capitaine Richard Townsend
- 1917 : Fleur de ruisseau (Outcast) de Dell Henderson : Geoffrey Sherwood
- 1918 : The Lie de J. Searle Dawley : Gerald Forster
- 1918 : The Make-Believe Wife de John S. Robertson
- 1918 : Mademoiselle Josette, ma femme (The Richest Girl) d'Albert Capellani : Paul Normand
- 1919 : Les Dents du tigre (The Teeth of the Tiger) de Chester Withey : Paul Sernine / Arsène Lupin
- 1920 : Le Loup de dentelle (en) (On with the Dance) de George Fitzmaurice : Peter Derwynt
- 1920 : L'Homme qui assassina (en) (The Right to Love) de George Fitzmaurice : Colonel Richard Loring
- 1920 : Le Poids du passé (Lady Rose's Daughter) de Hugh Ford : Capitaine Warkworth
- 1921 : La Maison du mensonge (Dangerous Lies) de Paul Powell : Sir Henry Bond
- 1921 : The Mystery Road de Paul Powell
- 1922 : La Cage dorée (Her Gilded Cage) de Sam Wood : Arnold Pell
- 1922 : L'Émigrée (Anna Ascends) de Victor Fleming
- 1922 : Outcast de Chester Withey : Geoffrey Sherwood
- 1923 : Un nuage passa (The Glimpses of the Moon) d'Allan Dwan : Nick Lansing
- 1923 : La Déesse rouge (The Green Goddess) de Sidney Olcott : Dr Traherne
- 1924 : The Man Without a Heart de Burton L. King